# 馬維騄
馬維騄，SBS，PDSM，PMSM（英文：Ma Wai Luk Alfred；1957年9月16日—），前香港警務處副處長（管理），警察儲蓄互助社社長。

## 簡歷
馬維騄早年就讀皇仁書院，於1978年加入皇家香港警察成為見習督察，曾經出任首名華人警務處處長李君夏的副官。
1997年，馬維騄獲得晉升為高級警司，被安排借調往財務科，期後更被借調至庫務局兼任庫務局助理局長。1998年，馬維騄出任西區警區副指揮官；1999年，馬維騄調任至聯絡事務科。2002年，馬維騄獲得晉升為總警司，出任秀茂坪警區指揮官；2003年12月至2005年12月，馬維騄出任警察公共關係科主管。此段時間亦為馬維騄最為香港市民所熟知，因為期間馬維騄多次親身回應了多宗天水圍淪常慘案以至世界貿易組織第六次部長級會議的警察力量安排等等。獲得晉升至處長級前，馬維騄先後出任多個行動及行政部門的主管，當中包括警察機動部隊、交通部、投訴警察課、招募課、衝鋒隊、聯絡事務科、警察公共關係科、刑事總部、服務質素監察部及資訊系統部等等。
2007年1月，馬維騄獲委任為警務處助理處長，先後領導服務質素監察部（Service Quality Wing）及資訊系統部（Information Systems Wing）。2010年9月，馬維騄獲委任為警務處高級助理處長，兼任人事及訓練處處長。
2012年9月28日，香港警務處宣布，馬維騄獲委任為警務處副處長（管理），於同年10月1日接替獲委任為保安局副局長的時任警務處副處長（管理）李家超。
2014年9月16日，馬維騄退休，由警務處副處長（行動）盧偉聰平調接任。在任期間，曾經處理「日峰行動」(Operation Solarpeak)（應對佔領中環）的總指揮角色。

## 榮譽
- 香港警察榮譽獎章（2005年）
- 香港警察卓越獎章（2012年）
- 銀紫荊星章（2015年）